# Seznam slovenskih besed japonskega izvora
Besede japonskega izvora si je sposodilo veliko svetovnih jezikov. Mnogo teh besed je preprosto prečrkovanje japonskih besed, ki se nanašajo na japonsko kulturo in bitnost.

## Umetnost
animeアニメ, japonska animirana risanka
bonsai盆栽, »pladenjsko vrtnarstvo«; umetnost vzgajanja miniaturnih dreves
boke(iz ぼけ, boke, »zabrisanost«), fotografska ali snemalna tehnika upodobitve predmetov z ozadjem zunaj gorišča
čoka長歌, »dolga pesem«; vrsta japonske poezije
gaiden外伝, »zunanja legenda«; stranska zgodba
haiku俳句, zelo kratka pesnitev sestavljena iz treh vrstic, prvi in tretji verz imata po pet zlogov, drugi sedem
hentai変態, eksplicitno spolno ali pornografsko umetniško delo
ikebana生花, vrsta ureditve rož
kabuki歌舞伎, tradicionalna oblika japonskega gledališča
karaokeカラオケ, »prazni orkester«;  vrsta zabave, kjer ljubiteljski pevec spremlja posneto glasbo
maki-e蒔絵, »posuta slika« ali motiv; japonska tehnika dekoracije z lakom
manga漫画, japonski stripi
necuke根付, zatik za zavezovanje prepasnice kimona in tudi za pripenjanje majhnih predmetov kot sta inro in kinčaku: včasih lepo izrezljan.
noh能, pomembna oblika japonske glasbene drame
origami折り紙, umetniško oblikovanje likov z zlaganjem papirja
otakuオタク ali おたく ali ヲタク, navdušenec, entuziast (slabšalno)
renga連歌, »renged poetry«; vrsta japonskega sodelujočega pesništva
seijuu声優, igralec/igralka, ki posoja glas likom v animaciji, videoigrah, filmih
senrju川柳, kratka oblika pesništva, podobna haikuju
sumi-e墨絵, japonska slika v črnem črnilu
taiko太鼓, velik boben
tanka短歌, »kratko pesništvo«; oblika japonskega pesništva, starejšega od haikuja
ukijo-e浮世絵, vrsta tiskanega umetniškega dela ali slike na lesu
utamakura歌枕, retorična tehnika iz Vake
vaka和歌, vrsta japonskega pesništva, ki je velikokrat povezano s tanko

### Japonska arhitektura
šoin(書院), pomeni delovna soba, salon, sprejemnica
kentradicionalno merilo velikosti in sorazmerja
čašicu(茶室), čajnica
fusuma(襖) navpično postavljene pravokotne plošče - stenske pregrade
šodži(障子) pregrada za vrata, okna ali prostore sestavljena iz prosojnih (ali prozornih) listov na rešetkastem okvirju
to  ali toba(塔) pagoda
kairo(回廊 ali 廻廊), bu (廡), sōrō ali horō (歩廊), vrsta križnega hodnika
irimoja(팔작지붕), vzhodnoazijska dvokapna streha
tokonoma(床の間) ali samo toko (床)[2][3] je vgrajen vdrt prostor v sprejemni sobi tradicionalnega japonskega domovanja
bjobu(屏風), japonski zložljivi paravani, izdelani iz več spojenih plošč za ločevanje notranjosti in ograjevanje zasebnih prostorov
rjotei(料亭), vrsta tradicionalne japonske restavracije

## Izrazoslovje vojaštva in borilnih veščin
aikidžucu合気術 (aikijujucu, 合気柔術), oblika samoobrambe, razvita v fevdalnih časih
ašigaru足軽, pehotni vojaki srednjeveške Japonske 
banzai万歳 »deset tisoč let«; blagoslov za cesarje
bo棒, dolga, običajno bambusova palica, uporabljena kot orožje
bokken木剣,  leseni meč, uporabljen za trening
budo武道,  japonska borilna veščina
buši武士, bojevnik, pripadnik vojaškega stanu, samuraj  
bušido武士道, »[[pot bojevnika] V prenesenem pomenu častni kodeks samurajev]«
dodžo道場, (dojo) borilna dvorana, prostor za vadbo borilnih veščin
gendai budo現代 武道, »novodobne borilne veščine«; veščine, osnovane po letu 1868
aikido合気道, veščina samoobrambe, pri kateri napadalca ni nujno poškodovati
iaido居合道, veščina potega, zamaha in vrnitve meča v nožnico v enem samem tekočem dejanju
judo (džudo)柔道, borilna veščina, šport in filozofija, razvita iz jujitsa, podobna športni rokoborbi
džu džicu(jujutsu; Jiu jitsu), 柔術,  sistem borilnih veščin za vsestransko goloroko borbo
karate-do空手道, »pot prazne roke«: japonska borilna veščina, v osnovi s poudarkom na udarcih s pestmi in nogami
kendo剣道, japonska veščina modernega športnega mečevanja z lesenimi meči
kjudo弓道, japonsko lokostrelstvo
sumo相撲, japonska oblika rokoborbe
hara-kiri腹切り (=seppuku); obredni samomor (slabšalno, nevljudno)
hončo(from 班長, hančo)
kamikaze神風, samomorilski piloti med drugo svetovno vojno (japonska raba je drugačna - pomeni »božanski veter«, ki je v 11. ali 12. stol. razgnal mongolsko invazijsko ladjevje, ki je napadalo Japonsko)
kata型, zaključeni niz gibov rok in nog in pomikov telesa v prostoru, ki z namenom samostojne vadbe simulira obrambno-napadalne trenutke v mnogo borilnih veščinah
katana刀, dolgi japonski meč, prirejen za nošenje s ostrino navzgor  (ali japonska sablja na splošno)
kendžucu剣術, veščina starejšega bojevniškega mečevanja
kiai気合, krik oz. glasen izdih, prisoten v mnogo borilnih veščinah kot pripomoček za osredotočenje energije med izvajanjem tehnik
korju古流, t. i. klasične oz. starodobne borilne veščine, osnovane pred letom 1868
nindža(ninja) 忍者,  bojevnik starodobne japonske, poleg ostalega vešč tudi »vohunskih spretnosti« (prikrito delovanje, kamuflaža, zbiranje informacij, atentati, preživetje v naravi...), zaradi katerih so se o njih spletle mnoge nadnaravne legende in miti
nunčakeヌンチャク, orožje, sestavljeno iz dveh palic, na vrhovih povezanih z vrvjo ali verigo
randori乱取り, oblika vadbe v borilnih veščinah, ki nima predpisanega poteka in vključuje več napadalcev
ronin浪人, samuraj, ki je v času fevdalne Japonske izgubil gospodarja
saiorožje, podobno bodalu, ki ima na vrhu držala topa viličasta izrastka
samuraj侍, poklicni bojevnik v obdobju fevdalne Japonske, ki je bil del istoimenske posebne kaste
sepuku切腹, obredni samomor s prerezanjem trebuha; harakiri
vakizaši脇差, kratki japonski meč, podoben katani, vendar krajši. Nosil se je skupaj s katano
jodžimbo用心棒,  telesni stražar, oseba zadolžena za varnost, včasih poklicni morilec
jumi弓, japonski asimetrični dolgi lok, navadno izdelan iz več lepljenih plasti bambusa
zanbato斬馬刀, dobesedno »meč za ubijanje konj«, posebno velika vrsta meča, veliko rezilo na drogu.

## Pisava
- Štiri japonske pisave:

hiragana平仮名, japonska zlogovna pisava, ena od štirih japonskih pisav
katakana片仮名, japonska zlogovna pisava, ena od štirih japonskih pisav
kandži漢字, japonščina zapisana v kitajskih pismenkah, ena od štirih japonskih pisav
romadžiローマ字, latinica, zapis japonščine z latinico
kana仮名, skupen izraz za hiragano in katakano
furiganaふりがな, znak kane, ki stoji ob kandžijski pismenki in označuje naglas
hebon-šikiヘボン式, Hepburnovo latinično prečrkovanje
kunrei-šikilatinično prečrkovanje (monbušo), 訓令式, dobesedno »kabinetna ureditev«, sistem za zapis japonščine z znaki latinice
kunjomi訓読み, izgovorjava besede, ki izvira iz japonščine, preden je ta prevzela pismenke kandži (in kitajsko izgovorjavo) od Kitajcev
modžibake文字化け, »polomljeni znaki«; rezultat poskusa prikaza besedila v japonskem naboru znakov s programom, ki ni prirejen za to
nipon-šikilatinično prečrkovanje, 日本式, sistem latiničnega prečrkovanja, ki se strogo drži sistema zapisa kane, zato ga japonski govorci lažje osvojijo
onjomi音読み, japonski približek izvorni kitajski izgovorjavi pismenke kandži
rosijadži(cirilizacija japonščine), ロシア字 (kiriru modži, キリル文字)

## Dom
futon布団, vrsta žimnice, ki je sestavni del japonske postelje
tatami畳, tradicionalna japonska rogoznica iz pletene slame

## Oblačenje
geta下駄, par japonskih lesenih cokel, ki se nosijo s tradicionalnimi japonskimi oblačili, kot je kimono
kimono着物, tradicionalno dolgo oblačilo v obliki halje, ki ga še vedno nosijo ženske, moški in otroci
obi帯, širok pas, ki se zveže zadaj, za kimono
jukata浴衣 ali  ゆかた, vrsta vsakdanjega kimona, dobesedno »kopelna obleka«, ki se sestoji iz enega velikega kosa blaga z dvema širokima rokavoma
zori草履, sandale, narejene iz riževe bilke ali lakiranega lesa, ki se nosijo s kimonom pri svečanih prilikah
gaku-ran学ラン, japonska šolska uniforma za dečke
serafukuセーラー服, japonska šolska uniforma za deklice

## Kulinarika
bento弁当, obrok iz ene porcije
edamame枝豆, sojina zrna, kuhana cela v zelenem stroku in postrežena s soljo
fugu河豚 ali フグ, meso strupene ribe napihovalke, ki ga pripravljajo posebej izurjeni kuharji
gjokuro玉露, zelo drag čaj, ki se nabira na poseben način
hibači火鉢, majhen, prenosni žar na oglje
kaki柿, sadje
matča抹茶, zeleni čaj v prahu ki se uporablja v japonskem čajnem obredu
miso味噌, gosta pasta, narejena s fermentacijo soje s soljo
nindžin人参, korenje
nori海苔, »morski mah«; narejen iz užitnih vrst morskih trav s postopkom rezanja in sušenja, podobnim izdelovanju papirja.
ramenラーメン, japonska različica kitajske juhe z rezanci
sake酒, alkoholna pijača, ki jo pridobivajo iz riža
sašimi刺身, japonska delikatesa na tenko narezanih čim bolj svežih morskih sadežev, postreženih samo z omako
šabu šabuしゃぶしゃぶ, obrok, pri katerem vsak udeleženec kuha svojo hrano v svojem loncu iz različnih surovih sestavin
goba šitake椎茸, užitna goba, ki jo gojijo na drevesu šii
sojiz šoju 醤油 soja
šojujaponska sojina omaka
soba蕎麦, tanki rjavi ajdovi rezanci
sukijakiすき焼き ali スキヤキ, jed v slogu nabemono (enolončnica), sestavljena med drugim iz tenko narezane govedine, tofuja, rezancev konnyaku, pora, čebule, kitajskega zelja in gob enoki.
suši鮨 ali 鮓 ali 寿司, jed iz kisanega riža skupaj z drugimi sestavinami kot so npr. surova riba, surove ali kuhane školjke ali zelenjava
tabemono食べ物, splošen japonski izraz za hrano
tamariたまり, tekočina, ki jo dobimo s stiskanjem sojinih semen
tempura天麩羅, klasični japonski ocvrti morski sadeži in zelenjava v testu
terijaki照焼き ali テリヤキ, kuharska tehnika, pri kateri ribe ali meso pražijo v sladki sojini marinadi
tofu豆腐, sojina strjenka, narejena s koagulacijo sojinega mleka s kalcijevim sulfatom, nigarijem ali drugim, in stisnjena v kocke, podobno kot iz mleka delajo sir
udon饂飩, vrsta debelih pšeničnih rezancev
umami旨味 ali うま味, osnovni okus japonske ali kitajske kuhinje, tudi okus nekaterih dodatkov ( npr. Mononatrijev glutamat)
unagi鰻 ali 鰍, jegulja
vasabi山葵 ali わさび, začimbnica močnega okusa, znana kot japonski hren
jakitori焼き鳥, vrsta piščančjega kebaba

## Vlada in politika
bakufu幕府, vladavina šoguna; šogunat
daimjo大名, »velika imena«; fevdalni gospod, glavar bojevniške rodbine ali klana  
Kimigajo君が代", japonska himna
mikado帝, zastareli izraz za cesarja, posebej za japonskega cesarja
sesšo摂政, je častni naslov ki ga dobi regent ki je imenovan za pomoč cesarju dokler je le ta še v otroških letih
šogun将軍, naziv »začasnega« (dejansko je imel šogun oblast dokler jo je lahko obdržal) vojaškega vladarja Japonske, ki ga je v času od 1192 do konca 19. stoletja nosilo mnogo vladarjev
taiko太閤, naziv podeljen upokojenemu sesšoju
teno天皇, japonski cesar
tikoon大君, »veliki princ«, častni naslov šoguna, kasneje se uporaba razširi na bogate poslovneže
zaibacu財閥, »denarna klika« ali konglomerat

### Religija
kami神, japonska beseda za kakršnokoli vrsto boga ali nadnaravnega bitja
šintoizem神道, izvorna japonska religija
tori鳥居, tradicionalna japonska vrata, ki stojijo na pristopu v šintoistično svetišče
zazen座禅, sedeča meditacija; dobesedno »sedeča koncentracija«
zen budizem禅, veja mahajana budizma

## Drugo
akita秋田 (iz 秋田犬, akitainu ali akitaken), Akita Inu, pasma ogromnega japonskega psa
gejša芸者, tradicionalne japonske umetnice in gostiteljice
ginkgo銀杏, rastlina Dvokrpi ginko
gisu
go碁, strateška namizna igra za dva igralca, ki temelji na zavzemanju ozemlja
hanko判子 ali ハンコ (ali inkan : 印鑑), imenski pečat, ki se običajno uporablja na japonskem namesto podpisa
ičiban一番, »številka ena«; prvi ali najboljši
jamamaj山繭, japonska sviloprejka (Antheraea yamamai)
kampaku関白, naziv regenta, ki pomaga cesarju
koi鯉, zahodna raba: okrasne vrste navadnega krapa (v japonščini to preprosto pomeni »krap«—okrasne vrste se imenujejo nišikigoi 錦鯉)
kokjo皇居, japonska vladarska palača
kudzu葛 ali クズ, vrsta japonske plezalke; gojena na japonskem, na zahodu velja za plevel
nidžubaši二重橋, most do japonske vladarske palače
rikša(iz 人力車, džinrikiša), voz, ki ga vleče človek
sajonara ali sajounaraさよなら ali さようなら japonski izraz za »nasvidenje«
sensei先生, japonski izraz za »mojstra«, »učitelja« ali »zdravnika«. Lahko se uporablja kot referenco za katerokoli vplivno osebnost, kot so šolski učitelji, profesorji, duhovniki ali politiki.
šakuhači尺八, japonska flavta narejena iz bambusa
šiacu指圧, vrsta masaže
šiba inu柴犬, najmanjši od šestih izvirnih japonskih vrst psov
skoš(iz 少し, sukoši),  majhna količina
šinkansen新幹線, hitra železnica na Japonskem
tanuki狸, japonsko ime za žival, Nyctereutes procyonoides, ki je znana tudi kot rakunasti pes
cunami(starejše tsunami) 津波, dobesedno pomeni »val v pristanišču«; velik val plime
cucugamuši(»bolezen, ki jo povzroči žuželka« = scrub typhus) - vrste pegavega tifusa
jakuzaやくざ, japonska organizirana kriminalna združba - japonska mafija in njeni pripadniki